# Яныг-Картынгъя
Яныг-Картынгъя (устар. Яны-Картын-Я) — река в Берёзовском районе Ханты-Мансийского автономного округа. Устье реки находится на 130-м км левого берега реки Сысконсынгъя. Длина реки составляет 18 км.

## Данные водного реестра
По данным государственного водного реестра России относится к Нижнеобскому бассейновому округу, водохозяйственный участок реки — Северная Сосьва, речной подбассейн реки — Северная Сосьва. Речной бассейн реки — (Нижняя) Обь от впадения Иртыша.